# Alex Karev
Alexander Michael Karev – fikcyjna postać serialu ABC Chirurdzy. Bohater grany przez Justina Chambersa, a stworzony przez Shondę Rhimes.

## Opis
Alex jako dziecko żył w patologicznej rodzinie, gdzie ojciec regularnie bił matkę. Zaczął trenować wrestling, aby móc pokonać ojca. Pewnego razu po tym, jak rodzice Alexa znów się pokłócili, młody chłopak pobił ojca tak, że ten trafił do szpitala i nigdy więcej nie wrócił już do rodziny. Jego matka ma problemy psychiczne i z tego powodu, on i jego młodsze rodzeństwo (Aaron i Amber) trafiało do rodzin zastępczych. Alex był w 17 rodzinach w ciągu 5 lat. Ukończył szkołę medyczną na Uniwersytecie Iowa. W Seattle Grace uchodzi za aroganckiego. Nie jest specjalnie lubiany, ani przez swoich pacjentów, ani przez resztę rezydentów i stażystów. Jest bardzo bezpośredni, co często skutkuje dużym brakiem taktu, w tym co mówi. Prawda jest jednak taka, że po prostu ukrywa się za maską arogancji.

## Historia postaci
Alex już pierwszego dnia w Seattle Grace nie przysporzył sobie przyjaciół. Swojemu koledze O’Malleyowi nadał ksywkę 007, a Meredith Grey nazwał „pielęgniarką”. Alex pokazał, że chce zajmować się tylko sprawami, które go interesują, a całkowicie ignorował te, które są według niego „nudne”.  Okazało się również, iż Karev „zamarza” w stresujących momentach, jak np. kiedy, razem z O’Malleyem, operowali w windzie. Alex interesuje się ginekologią i neonatologią. Ma znakomite podejście do dzieci. Z tego powodu romansuje z Addison Montgomery. W trzecim sezonie, podczas katastrofy promu, Alex ratuje pacjentkę w trzecim trymestrze ciąży. Jej twarz jest tak zmasakrowana, że nie można jej rozpoznać, a ona sama doznała amnezji. Po operacji twarzy przyjmuje imię Ava. Alex bardzo się do niej przywiązuje. Z czasem Ava odzyskuje pamięć i okazuje się, że nazywa się naprawdę Rebecca Pope i jest mężatką. W czwartym sezonie wraca do Alexa i próbuje stworzyć z nim związek. Wychodzi na jaw, że cierpi na pograniczne zaburzenie osobowości, co kończy się nieudaną próbą samobójczą. Alex wysyła ją wówczas na oddział psychiatryczny.
Wydaje się, że jedyną osobą która przejrzała Alexa, i odkryła w nim lojalnego i szczerego przyjaciela była Izzie, z którą Alex umówił się na randkę. Izzie zakochała się jednak później w jednym z pacjentów. W piątym sezonie, mimo wielu rozstań i związków z innymi partnerami, biorą ślub. Już wtedy widać, że Alex dorósł i dojrzał. Jest mniej nieprzyjemny i mniej arogancki, zarówno dla pacjentów, jak i dla swoich przyjaciół. Dzięki jego wsparciu Izzie dzielnie znosi leczenie nowotworowe.
W szóstym sezonie Alex. przez nieporozumienie doprowadza do zwolnienia Izzie. Ona zaś, w akcie zemsty, odchodzi od niego. Po pewnym czasie wraca, jednak Alex nie chce już wiązać się z nią powtórnie (pomimo że ją kocha), ponieważ uważa, że nie zasłużył na to, żeby go zostawić. Pod koniec szóstego sezonu, gdy do szpitala wszedł uzbrojony mężczyzna, zostaje postrzelony. Dr Mark Sloan i dr Lexie Grey znajdują go rannego w windzie, ratują mu życie. W krytycznym momencie majaczy i tęskni za Izzie.
Na skutek traumatycznych przeżyć, przez miesiąc po strzelaninie Alex nie korzysta z wind. Zauważa to szef Webber i zwraca mu uwagę, że powinien przezwyciężyć swój lęk. Alex odmawia również usunięcia fragmentu kuli ze swojego ciała., do czego w końcu zmusza go Bailey. Karev znakomicie spisuje się na oddziale pediatrycznym pod okiem Arizony Robbins. Po jej odejściu szefem oddziału zostaje Stark, który nie lubi Alexa. Bardzo brzydko postępuje on również z April Kepner, kiedy to chciał się z nią przespać, nie zwracając uwagi, że jest ona dziewicą. Dostał za to w zęby od Jacksona Avery’ego. Okazało się, że wcześniej był w Iowa, w domu rodzinnym, ponieważ u jego brata – Aarona zdiagnozowano schizofrenię (tak jak u matki), podczas gdy próbował zabić ich siostrę – Amber. Ma również problemy ze Starkiem, gdy ten chce bezpodstawnie odciąć nogę dziewczynce, Alex mu się przeciwstawia i interweniuje u Arizony. Karev jest również zainteresowany nową specjalistką ginekologii i położnictwa – Lucy Fields. Aby zapewnić sobie fotel szefa rezydentów, wymusza na umierającej, apodyktycznej, bogatej starszej pani, aby przekazała ona swój majątek na sprowadzenie dzieci z Afryki, by poddać je leczeniu. Kiedy to się udaje, rezydenci i asystenci są bardzo zaskoczeni. Tymczasem Lucy „kradnie” Alexowi posadę w szpitalu w Malawi. W przedostatnim odcinku sezonu siódmego, Alex mówi Huntowi, o tym, że Meredith namieszała w badaniach. Meredith jest za to wściekła i każe Karevowi wynosić się z jej domu. Zdesperowany Alex zrywa również z Lucy.
W ósmym sezonie Alex, zdecydowany na specjalizację z chirurgii dziecięcej, dzięki pomocy Arizony, może wybrać program, do którego się przyłączy: Johns Hopkins Hospital w Baltimore lub Seattle Grace Hospital. Robbins ma nadzieję, że Karev pozostanie w Seattle, lecz gdy dowiaduje się, że wybrał inaczej, jest na niego wściekła.
W dziewiątym sezonie Karev planuje przenosiny do Hopkinsa. Na miejsce Arizony jako szefa pediatrii przyjeżdża nowy lekarz, Mel Barnett. Ma inne plany wobec prowadzenia oddziału niż Arizona, co denerwuje Kareva. Alex decyduje się zostać w SGH. Początkowo czuje się winny, ponieważ powinien był znaleźć się zamiast Arizony w samolocie. To on amputuje nogę Robbins, mimo że ona myśli, że zrobiła to Callie Torres. Alex zaczyna sypiać z kilkoma stażystkami. Jedna ze stażystek, Jo Wilson, myśli że Alex jej nienawidzi, ponieważ zleca jej niewdzięczne zadania. W końcu się zaprzyjaźniają. Jo zaczyna spotykać się z lekarzem z położnictwa, a Alex uświadamia sobie, że ją kocha. Kiedy Wilson zostaje pobita przez chłopaka, Alex jedzie się z nim rozmówić. Okazuje się, że został on ciężko pobity. Początkowo Cristina i Meredith podejrzewają, że zrobił to Alex, ale okazuje się, że to nieprawda. Na końcu sezonu Karev wyznaje Jo miłość.
W sezonie 10 do Alexa zaczynają przychodzić ponaglenia o spłatę kredytu studenckiego. Jego związek z Jo się rozwija. Karev decyduje się dołączyć do prywatnej placówki wykonującej operacje plastyki odbytu aby zarobić pieniądze na spłatę kredytu. Zaczyna jednak nudzić się w nowej pracy i podkrada operację Arizonie Robbins. Pod koniec sezonu Cristina mówi mu, że powinien wrócić do pracy w szpitalu bo marnuje swój talent. Zostawia mu swoje udziały w radzie nadzorczej szpitala, jednak miejsce otrzymuje Bailey.
W sezonie 11. i 12. Alex i Jo kupują wspólnie mieszkanie. Karev kilkakrotnie oświadcza się Jo, lecz nie otrzymuje odpowiedzi. W końcu deklaruje, że chce prawdziwego związku, ślubu i dzieci. Ponieważ Wilson nadal nie odpowiada na jego prośby, Alex się wyprowadza. Na ślubie Hunta, postanawia dać Jo jeszcze jedną szansę. Wraca do mieszkania i zastaje Jo w dwuznacznej sytuacji ze stażystą. Karev rzuca się na mężczyznę z pięściami.
Sezon 13. rozpoczyna się zatajaniem informacji o tym, iż Karev rzucił się z pięściami na doktora DeLuca przez Meredith. Okazuje się, że sam przyznaje się do popełnienia przestępstwa i zostaje aresztowany, grozi mu od piętnastu do dwudziestu lat pozbawienia wolności. Zostaje zawieszony na oddziale pediatrycznym i chirurgii dziecięcej przez Bailey - zamiast tego pracuje w charakterze pielęgniarza w klinice Denny’ego Duquette, czekając w tym czasie na proces. Z biegiem czasu dobrowolnie udaje się do aresztu - Jo, ani Andrew DeLuca nie chcieli mu wybaczyć zaistniałej sytuacji. Okazuje się, że ciężko pobity stażysta wycofuje zeznania - Alex zostaje przywrócony do Grey Sloan Memorial Hospital jako chirurg dziecięcy. W międzyczasie Alex dowiaduje się, że jego narzeczona tak naprawdę nie nazywa się Jo Wilson. Zmieniła imię i nazwisko w celu chronienia siebie oraz Alexa przed swoim mężem-lekarzem, który w przeszłości znęcał się nad nią oraz dotkliwie ją pobił.